# Josef Rozsíval
Josef Rozsíval (20. listopadu 1884 Praha- 15. srpna 1941 tamtéž) byl český herec, který hrál menší role v několika němých i zvukových filmech.
Nejvýznamnější je jeho hlavní role ve filmu Princezna z chalupy z roku 1918, v níž hrál hlavní roli sedláka Kopala.

V roce 1909 se v Praze na Vinohradech oženil s Annou Hofmannovou (1891), se kterou měl dceru Hermínu (1911). V roce 1934, si opět na Vinohradech vzal Štěpánku Richtrovou (1889).

## Filmografie

### Němé filmy
- Šaty dělají člověka, 1913 - role neuvedena
- Lásko třikrát svatá, 1918 - role neuvedena
- Princezna z chalupy, 1918 - Kopal
- Na vysoké stráni, 1921 - role neuvedena
- Neznámé matky, 1921 - lesnický mládenec Jan

### Zvukové filmy
- Neporažená armáda, 1938 - profesor vojenské akademie
- Advokát chudých, 1941 - role neuvedena
- Paličova dcera, 1941 - předseda soudu